# パーベル・シシュキン
パーベル・ウラジーミロヴィチ・シシュキン（ロシア語: Павел Владимирович Шишкин, 1970年4月11日 - ）は、ロシアの元男子バレーボール選手。元ロシア代表。日本では「シシキン」としても知られている。

## 来歴
モスクワ出身。1989年、地元のCSKAに入団。ソビエト連邦リーグ（現ロシアスーパーリーグ）連覇に貢献、1990/91シーズンには欧州チャンピオンズカップ（現欧州チャンピオンズリーグ）制覇している。その活躍からソ連代表に選出されるも、1991年末にソビエト連邦の崩壊したため、1992年バルセロナ五輪にはEUN代表として出場した。
ソ連崩壊したこともあり、1992年からイタリアに渡りセリエA2のフォーチ・ボローニャに入団し同シーズンのA1昇格に貢献する。その後2シーズン1995年まで在籍する。
1996年にはロシア代表としてアトランタ五輪に出場し、4位入賞に貢献する。
1996年からVリーグ(現プレミアリーグ)のJTサンダーズに入団する。同シーズンの第3回Vリーグで敢闘賞およびベスト6賞受賞した。1999年からセリエA1のデル・モンテ・フェラーラに移籍し、1シーズンプレーした。以降は不明。
現役引退後は、実業界で活躍している。

## 球歴
- オリンピック - 1992年、1996年

## 所属クラブ
- CSKAモスクワ （1989-1992年）
- フォーチ・ボローニャ（it:Zinella Volley Bologna） （1992-1995年）
- JTサンダーズ （1996-1999年）
- デル・モンテ・フェラーラ（it:4Torri Ferrara Volley） （1999-2000年）